# Philautus travancoricus
Philautus travancoricus és una espècie extinta de granota que va viure a l'Índia.